# 베르나르제르멩 드 라세페드 백작
베르나르제르멩에티엔 드 라 빌쉬르일롱 드 라세페드 백작(프랑스어: Bernard-Germain-Étienne de La Ville-sur-Illon, comte de Lacépède [bɛʁnaʁ ʒɛʁmɛn‿etjɛn də la vil syʁ‿ilɔ̃ də lasepɛd][*]: 1756년 12월 26일 ~ 1825년 10월 6일)은 프랑스의 박물학자, 분류학자이며 프리메이슨이었다.